# Kanton La Gâtine
Der Kanton La Gâtine ist seit 2015 ein französischer Wahlkreis im Arrondissement Parthenay im Département Deux-Sèvres in der Region Nouvelle-Aquitaine; sein Hauptort ist Secondigny. 

## Gemeinden
Der Kanton besteht aus 38 Gemeinden mit insgesamt 23.197 Einwohnern (Stand: 1. Januar 2022) auf einer Gesamtfläche von 856,44 km²:
| Gemeinde                  | Einwohner 1. Januar 2022 | Fläche km² | Dichte Einw./km² | Code INSEE | Postleitzahl |
| ------------------------- | ------------------------ | ---------- | ---------------- | ---------- | ------------ |
| Allonne                   | 616                      | 22,98      | 27               | 79007      | 79130        |
| Aubigny                   | 169                      | 11,98      | 14               | 79019      | 79390        |
| Azay-sur-Thouet           | 1.111                    | 20,20      | 55               | 79025      | 79130        |
| Beaulieu-sous-Parthenay   | 676                      | 26,72      | 25               | 79029      | 79420        |
| Clavé                     | 352                      | 19,53      | 18               | 79092      | 79420        |
| Doux                      | 213                      | 9,85       | 22               | 79108      | 79390        |
| Fomperron                 | 388                      | 17,40      | 22               | 79121      | 79340        |
| Gourgé                    | 892                      | 50,43      | 18               | 79135      | 79200        |
| La Boissière-en-Gâtine    | 226                      | 10,98      | 21               | 79040      | 79310        |
| La Ferrière-en-Parthenay  | 762                      | 29,12      | 26               | 79120      | 79390        |
| La Peyratte               | 1.113                    | 46,86      | 24               | 79208      | 79200        |
| Le Retail                 | 275                      | 14,45      | 19               | 79226      | 79130        |
| Les Châteliers            | 452                      | 26,42      | 17               | 79105      | 79340        |
| Les Forges                | 103                      | 10,61      | 10               | 79124      | 79340        |
| Les Groseillers           | 54                       | 4,46       | 12               | 79139      | 79220        |
| Lhoumois                  | 147                      | 9,67       | 15               | 79149      | 79390        |
| Mazières-en-Gâtine        | 1.028                    | 19,06      | 54               | 79172      | 79310        |
| Ménigoute                 | 856                      | 19,22      | 45               | 79176      | 79340        |
| Oroux                     | 102                      | 6,56       | 16               | 79197      | 79390        |
| Pougne-Hérisson           | 360                      | 11,86      | 30               | 79215      | 79130        |
| Pressigny                 | 192                      | 12,12      | 16               | 79218      | 79390        |
| Reffannes                 | 386                      | 8,58       | 45               | 79225      | 79420        |
| Saint-Aubin-le-Cloud      | 1.662                    | 41,83      | 40               | 79239      | 79450        |
| Saint-Georges-de-Noisné   | 685                      | 24,64      | 28               | 79253      | 79400        |
| Saint-Germier             | 259                      | 11,78      | 22               | 79256      | 79340        |
| Saint-Lin                 | 305                      | 11,21      | 27               | 79267      | 79420        |
| Saint-Marc-la-Lande       | 366                      | 10,22      | 36               | 79271      | 79310        |
| Saint-Martin-du-Fouilloux | 252                      | 23,97      | 11               | 79278      | 79420        |
| Saint-Pardoux-Soutiers    | 1.872                    | 39,67      | 47               | 79285      | 79310        |
| Saurais                   | 182                      | 11,30      | 16               | 79306      | 79200        |
| Secondigny                | 1.791                    | 37,34      | 48               | 79311      | 79130        |
| Thénezay                  | 1.398                    | 48,49      | 29               | 79326      | 79390        |
| Vasles                    | 1.666                    | 89,16      | 19               | 79339      | 79340        |
| Vausseroux                | 330                      | 19,12      | 17               | 79340      | 79420        |
| Vautebis                  | 127                      | 7,26       | 17               | 79341      | 79420        |
| Vernoux-en-Gâtine         | 583                      | 31,20      | 19               | 79342      | 79240        |
| Verruyes                  | 895                      | 26,24      | 34               | 79345      | 79310        |
| Vouhé                     | 351                      | 13,95      | 25               | 79354      | 79310        |
| Kanton La Gâtine          | 23.197                   | 856,44     | 27               | 7906       | –            |

## Veränderungen im Gemeindebestand seit der landesweiten Neuordnung der Kantone
2019:
- Fusion Chantecorps und Coutières → Les Châteliers
- Fusion Saint-Pardoux und Soutiers → Saint-Pardoux-Soutiers